# Пьерфон (замок)
Замок Пьерфон (фр. Chateau de Pierrefonds) — замок на юго-восточной окраине Компьенского леса (департамент Уаза), расположен между городами Компьень и Вилле-Котре.

## История
Построен в 90-х годах XIV века на месте более ранних укреплений XII века, разрушен в XVII веке, восстановлен во второй половине XIX века. В XII веке замок принадлежал сеньорам Пьерфон из Кьерзи. От него сохранились лишь подвальные помещения. В конце XII века он переходит к королю Филиппу Августу и с этого момента становится королевским владением.
Герцог Людовик Орлеанский получил в 1392 году в дар от своего брата — короля Карла VI Пьерфон и герцогство Турень. Окрестности Пьерфона вошли в состав графства Валуа, ставшего герцогством. В 1396 году Людовик начал полную перестройку замка. Архитектор неизвестен, но, возможно, это был Раймон дю Темпль. Позднее работы возглавил королевский архитектор Жан Ле Нуар под наблюдением Жана Обеле. Строительство завершилось уже после убийства (1407) Людовика Орлеанского. 
В начале правления Людовика XIII замок принадлежал Франсуа-Ганнибалу д’Эстре (брату прекрасной Габриэль д'Эстре), примкнувшему к партии «недовольных», возглавляемой принцем Конде. В марте 1617 года Пьерфон был осаждён и взят войсками, присланными кардиналом Ришельё. Кардинал приказал разрушить замок, но из-за масштабности сооружения ограничились тем, что срыли внешние укрепления и уничтожили кровлю. 

## Реставрация
В эпоху романтизма при всеобщем увлечении архитектурой Средневековья развалины замка становятся модным местом романтического отдыха. В 1813 году император Наполеон I покупает земли, на которых был расположен замок. В августе 1832 года Луи-Филипп проводит у замка Пьерфон банкет по случаю свадьбы своей дочери Луизы и Леопольда Саксен-Кобургского, первого бельгийского короля. Многие художники, в том числе и Коро, запечатлели замок в своих произведениях. Принц Наполеон, будущий император, интересовавшийся археологией, посетил развалины замка в 1850 году. В 1857 году он по совету Проспера Мериме решил восстановить Пьерфон и сделать его своей резиденцией.

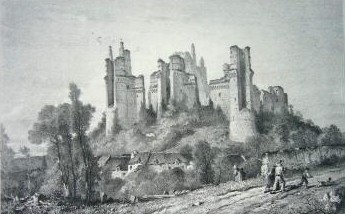
Руины замка до реставрации

Реконструкция замка началась под руководством Виолле-ле-Дюка, считавшегося лучшим специалистом по архитектуре Средневековья. Он реставрировал такие романские и готические архитектурные комплексы, как Собор Парижской Богоматери, Шартрский собор, Каркассон. Однако его метод восстановления памятников старины имел как сторонников, так и противников, критиковавших Виолле-ле-Дюка за ненаучный подход. Он создавал сооружения такими, какими они должны были быть в его представлении. Нередко облик отреставрированного здания имел мало общего с тем, чем оно было когда-то.  Вначале предполагалось отстроить лишь несколько башен с жилыми помещениями, сохранив «живописные» руины.  Работы продолжались до 1885 года, после смерти Виолле-ле-Дюка (1879) ими руководил его ученик Ураду. 

## Описание
В плане замок прямоугольный, его размеры 103 на 88 м, толщина внешних стен достигает 5-6 метров.
В курдонере установлен конный памятник Людовику Орлеанскому. Гербовый зал и зал рыцарских дам, оформленные в период Второй империи, считаются самыми красивыми залами в замке.

## В кино
Замок послужил съёмочной площадкой для таких фильмов, как «Двуглавый орёл» Жана Кокто, «Пришельцы», «Посланница: история Жанны д’Арк» и «Человек в железной маске», а также сериалов «Версаль», «Волшебники из Вэйверли Плэйс» и «Мерлин» В последнем он играет роль знаменитого Камелота.